# Dąbrówka Nowa (Sicienko)
Dąbrówka Nowa (deutsch Neu-Dombrowka, Neuheim) ist ein Dorf in der Landgemeinde Sicienko im Powiat Bydgoski in der Woiwodschaft Kujawien-Pommern, Polen.

## Lage
Der Ort liegt etwa 17 km westlich der Stadt Bydgoszcz.

## Geschichte
Im Jahre 1250 gehörte das Dorf der Familie Awdaniec. Im 14. Jh. gehörte es Jan und Kacper Dąbrowski. Im 18. Jh. dem Adligen Wojciech Bniński. Mitte des 19. Jh. gehörte das Rittergut den Familien Schöppe und Schmidt. In 1879 kaufte es der Graf Seweryn Bniński von der deutschen Familie Verch.